# 白澤

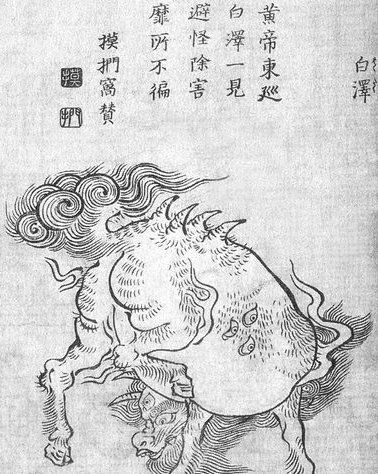
白澤
鳥山石燕 『今昔百鬼拾遺』

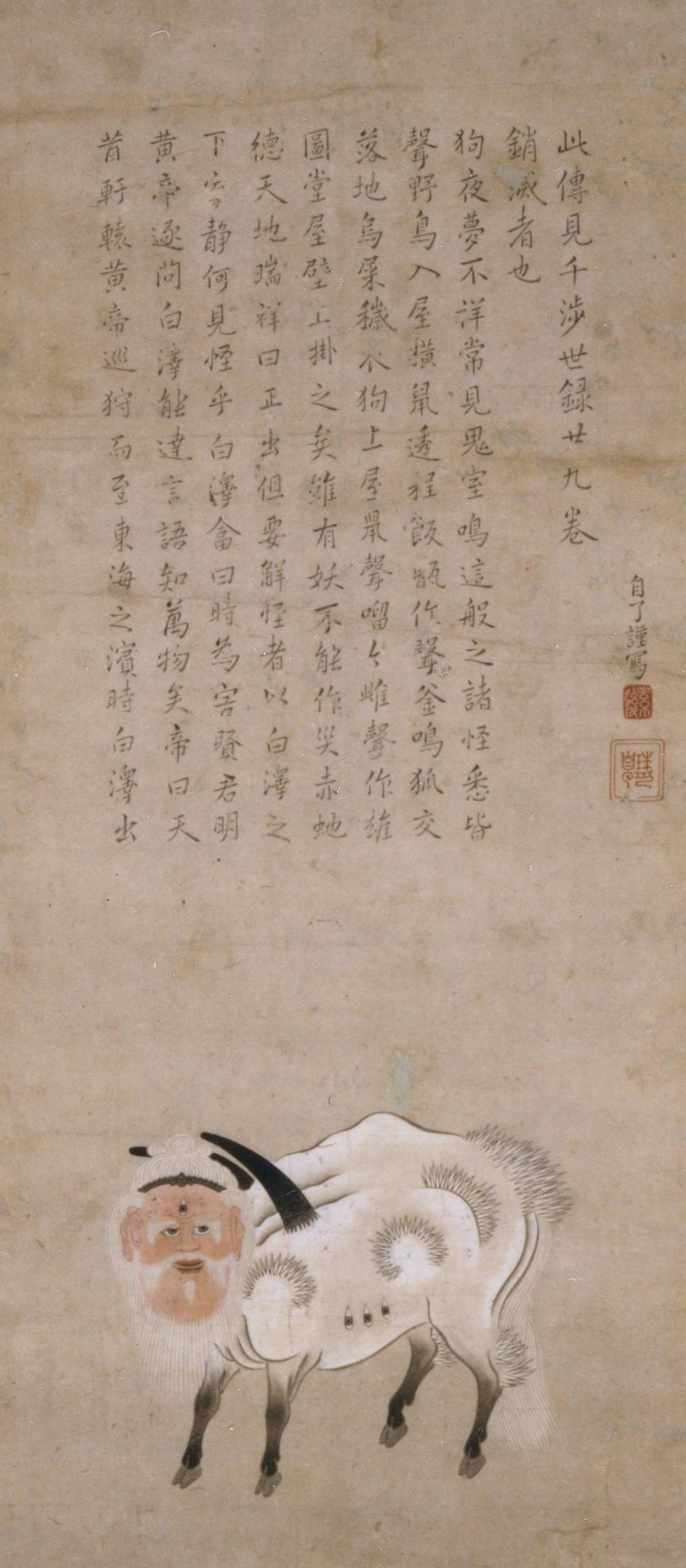
琉球畫家欽可聖筆下的白澤

白澤是上古時代傳說中的神獸。能說人語，通達天下萬物之情理。能夠通曉天下鬼神萬物狀貌，是可使人逢凶化吉的吉祥獸。常與麒麟或鳳凰等，同視為德行高的統治者治世的象徵。
相傳黃帝巡狩時，在東海海濱遇到白澤，向它請教鬼神之事。白澤告訴了黃帝1,520種鬼神的事情。
白澤完整的故事見於宋代《雲笈七籤》卷100引《軒轅本紀》。

## 《白泽图》
傳說黃帝平定天下後，在巡視中國各地時來到東海海邊。當時黃帝遇見白澤，白澤向黃帝說了1,520種的天下妖怪和鬼神的一切。黃帝命令家臣將「白澤」所描述的妖怪鬼神一個一個地畫成圖畫，昭示國人。到了中古時期，對白澤的尊崇更是隆重。祂知道天下所有鬼怪的名字、形貌和驅除的方術，所以從很早開始，就被當作驅鬼的神和祥瑞來供奉。當時《白澤圖》（又稱《白澤精怪圖》）一書非常流行，到了幾乎家手一冊的程度。書中記有各種神怪的名字、相貌和驅除的方法，並配有神怪的圖畫，人們一旦遇到怪物，就會按圖索驥加以查找。
在禪宗語錄中，也常見有“家有白澤圖，妖怪自消除”、“不懸肘後符，何貼白澤圖”、“家無白澤圖，有如此妖怪”一類的語錄。

## 相關文獻記載
- 《軒轅本紀》︰「帝巡狩，東至海，登桓山，於海濱得白澤神獸，能言，達於萬物之情，因何天下神鬼之事，自古精氣為物、游魂為變者凡萬物一千五百二十種，白澤能言之，帝令以圖寫之，以示天下。」

- 《抱朴子‧極言》︰「黃帝……窮神奸則記白澤之辭。」

- 《瑞應圖》︰「黃帝巡於東海，白澤出，達知萬之情，以戒於民，為除災害。」

- 《通典》記帝王之旗就繪有白澤的形貌，被稱為白澤旗。

- 《五行志》記載中宗韋皇后的妹妹用虎豹枕以避邪，白澤枕以避魅。

- 唐開元有白澤旗，是天子出行儀所用；明有白澤補，為貴戚之服飾

- 《西游记》中，白澤是妖怪九灵元圣的孙子之一。以铜锤为武器，尊称九灵元圣为“祖翁”。周西波.《白泽图》研究[J].中国俗文化研究,2003,(第0期).166-175

- 《雲笈七簽》卷一百引《軒轅本紀》：「帝巡狩，東至海，登桓山，於海濱得白澤神獸，能言，達於萬物之情，因何天下神鬼之事，自古精氣為物、游魂為變者凡萬物一千五百二十種，白澤能言之，帝令以圖寫之，以示天下。」葛洪《抱朴子‧極言》：「黃帝……窮神奸則記白澤之辭。」《瑞應圖》：「黃帝巡於東海，白澤出，達知萬之情，以戒於民，為除災害。」
- 在清朝小说《斩鬼传》中，白泽为阎君赐予钟馗的座骑，把它形容为了诬害伍子胥之伯嚭转变而成。周西波.《白泽图》研究[J].中国俗文化研究,2003,(第0期).166-175

## 延伸阅读
[在维基数据编辑]
 《欽定古今圖書集成·博物彙編·禽蟲典·白澤部》，出自陈梦雷《古今圖書集成》

## 參閲
- 白澤精恠圖

## 外部連結
- 白澤圖

1. ↑  沈约. . 泽兽，黄帝时巡狩至于东滨，泽兽出，能言，达知万物之精，以戒于民，为时除害。贤君明德幽远则来。